# Joe DeRita
Joe DeRita, nato Joseph Wardell (Filadelfia, 12 luglio 1909 – Los Angeles, 3 luglio 1993), è stato un attore e comico statunitense.

## Biografia
Nato a Filadelfia in una famiglia che lavorava nel mondo dello spettacolo, prese il cognome da nubile della madre già negli anni '20, quando si è unito al circuito del burlesque come comico.
Nel 1943 avviene il suo debutto cinematografico, anche se non è accreditato, nel film Sotto le stelle di Hollywood. Durante la seconda guerra mondiale si unì alla United Service Organizations, esibendosi in Gran Bretagna, Francia e nel Pacifico con altri artisti.
Nella seconda metà degli anni '40 prende parte a una serie di cortometraggi comici della Columbia Pictures.
Quando Shemp Howard morì improvvisamente, nel novembre 1955, venne sostituito da Joe Besser, che lasciò il ruolo nel 1958. Fu così che gli altri due membri de "I tre marmittoni" (The Three Stooges), ovvero Moe Howard e Larry Fine, invitarono DeRita a unirsi a loro. Egli accettò e nel trio venne soprannominato "Curly" Joe DeRita, a causa anche della somiglianza fisica e della quasi omonimia con Joe Besser.
Il trio intraprese quindi una nuova serie di sei lungometraggi cinematografici tra cui Have Rocket -- Will Travel (1959) e Biancaneve e i tre compari (1961). Rivolti principalmente ai bambini, questi film raramente raggiunsero il successo dei cortometraggi. Data anche l'età di Moe e Larry, 62 e 57 anni all'epoca del primo film con "Curly" Joe e per rispetto anche al pubblico di più piccoli, venne attenuata la farsa violenta, marchio del trio. L'attività del trio continuò negli anni '60 con apparizioni televisive e spot pubblicitari. Tra il 1965 ed il 1966 venne anche realizzata la serie animata The New 3 Stooges.
Larry Fine e Moe Howard morirono nel 1975. DeRita tentò di formare un "nuovo" trio reclutando i veterani de burlesque Mousie Garner e Frank Mitchell, ma l'esperimento fallì.
Nel 1983 i tre marmittoni ricevettero una stella sulla Hollywood Walk of Fame. Joe Besser fu l'unico membro del gruppo a presentarsi alla cerimonia, considerando anche la malattia di DeRita, che morì nel 1993. La sua lapide, a North Hollywood, recita "The Last Stooge", dal momento che fu l'ultimo "marmittone" a morire.

## Filmografia
- Il pugnale del bianco (Coroner Creek), regia di Ray Enright (1948)
- Biancaneve e i tre compari (Snow White and the Three Stooges), regia di Walter Lang (1961)
- Tre oriundi contro Ercole (The Three Stooges Meet Hercules), regia di Edward Bernds (1962)